# 博維爾
博維爾（德語：Bowil）是瑞士伯恩州的一个市镇，位於該國中部，面積14.68平方公里，海拔高度733米，2011年人口1,360，九成人口信奉基督教，人口密度每平方公里93人。